# Поље Шћитово (Фојница)
Поље Шћитово је насељено место у Босни и Херцеговини у општини Фојница. Административно припада Федерацији Босне и Херцеговине, односно њеном Средњобосанском кантону. Према попису становништва из 2013. у насељу је било 259 становника, а већинску популацију чинили су Хрвати.

## Становништво
По последњем службеном попису становништва из 2013. године у овом насељу живело је 259 становника, а село је било етнички хомогено са већинском хрватском популацијом.
| Националност | 2013. | 1991.        | 1981.        | 1971.        |
| Бошњаци      | —     | 51 (18,09%)  | 59 (19,16%)  | 58 (18,47%)  |
| Хрвати       | —     | 218 (77,30%) | 235 (76,30%) | 254 (80,89%) |
| Срби         | —     | 0            | 2 (0,65%)    | 2 (0,64%)    |
| Југословени  | —     | 13 (4,61%)   | 12 (3,89%)   | 0            |
| Укупно       | 259   | 282          | 308          | 314          |